# Rónay Jácint

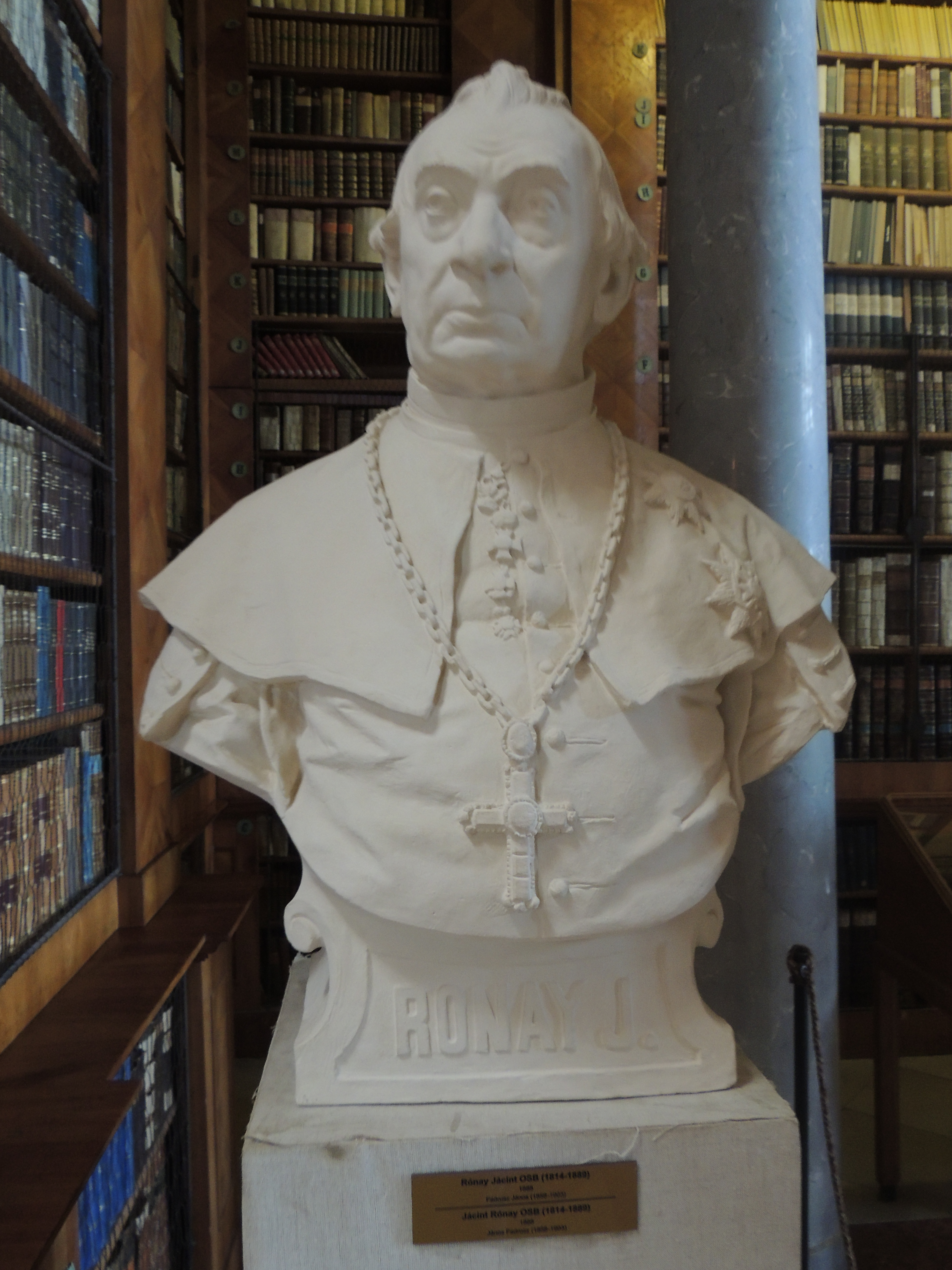
Rónay Jácint mellszobra a Pannonhalmi Bencés Főapátság könyvtárában

Rónay János Jácint (Leitzinger 1848-ig) (Székesfehérvár, 1814. május 13. – Pozsony, 1889. április 17.) pozsonyi nagyprépost, választott szkodári püspök, valóságos belső titkos tanácsos, bencés tanár, természettudós, író, az MTA tagja. Lélektannal, azon belül a karakterológiával foglalkozott. A darwinizmus magyarországi megismertetője és első terjesztője. Kossuth gyermekeinek, valamint Rudolf trónörökös és Mária Valéria főhercegnő nevelője.

## Pályafutása
Jómódú polgári családban, eredeti családneve Leitzinger volt. Iskoláit Székesfehérváron és Esztergomban végezte.
1831. október 31-én lépett be a Benedek-rendbe, Pannonhalmán. Novíciusi éveit Pannonhalmán (Szent-Mártonban) töltötte, majd Győrött és 1835-től Bakonybélben bölcsészeti tanulmányokat folytatott (tanárai Guzmics Izidor, Kovács Villibáld és Bély Fidél, Majer József, Bálás Teofíl, Hollósy Jusztinián), újabb négy évig pedig Pannonhalmán tanult hittudományokat. 1836. május 24-én tett fogadalmat, "beesküdött a rendbe".
Pannonhalmi évei alatt kezdett írásba, több színművet írt (Szilágyi Mihály, Tihanyi remete, Az erény jutalma, melynek pannonhalmi színre vitelében is segített); ezek a munkák azonban kéziratban maradtak. 1839. július 20-án szentelték áldozópappá; főapáti szertartói kinevezést is kapott és Pannonhalmán kezdett működni.
1841-ben bölcsészdoktori oklevelet szerzett a pesti egyetemen és 1840-től a bencések Győri Líceumban tanította a rendi növendékeket bölcsészeti tanokra egészen 1848-ig. Győri működés alatt írta Mutatvány a tapasztalati lélektan köréből című művét, illetve folyamatosan publikált a győri Hazánk című lapban is (Koponya-és arcisme, Élet története). Az újságban közölt 8 írásaiból 1847-ben „Jellemisme" címmel kötet jelent meg. 
1847-ben a Mutatvány a tapasztalati lélektan köréből című írásáért az MTA levelező tagjává választották. Székfoglaló előadását 1847. december 29-én Az emberi agyról és befolyásáról a szellemi életre címmel tartotta meg. Ekkor változtatta nevét Rónayra.

### A forradalom
Tanári pályafutását az 1848-as forradalom szakította félbe, belépett a győri nemzetőrségbe, tábori papként. 1848. április 1-jén Győrött, a Fő téren (ma Széchenyi tér) Lukács Sándor forradalomra felhívó beszéde után elmondta a pesti nemzetőrök imáját. Április 9-én a győri nemzetőrséggel tartott Pozsonyba, s itt a Grassalkovich-palota ablakából lelkesítő beszédet mondott a pozsonyi néphez és hálaadó imát tartott az első magyar minisztérium kineveztetése alkalmából tartott istentiszteleten. Visszatérve Győrbe kiáltványt intézett a magyar papsághoz Szózat a magyar papsághoz címmel. 
1848 májusától követve csapatát részt vett a komáromi vár védelmében, maga is segédkezett a sáncok építésénél, ezután a schwechati csatánál is jelen volt. A csatavesztés után visszatért Győrbe. Ekkor Csány László forradalmi kormánybiztos, decemberben Pestre küldte Kossuthoz, azzal az üzenettel, hogy Győr tarthatatlan. Czuczor Gergelynél szállt meg, Czuczort azonban letartóztatták, ő pedig Tatán keresztül visszatért Pannonhalmára, ahol a főapát zárdafogollyá nyilvánította, amit csak a magyar győzelmek után tett semmissé.
Ezalatt Győrött már készült ellene a vádirat (Haubner Máté evangélikus szuperintendenssel egyetemben), ám Balogh Kornél, a konzervatív alispán megmentette, így nem került gr. Zichy-Ferraris Bódog vésztörvényszéke elé.
A tavaszi hadjárat hírére Rimely Mihály főapát Bakonybélre helyezte, hogy távolabb legyen a győri forradalmi eseményektől. Hamarosan visszahívták, és a főapát Győrbe küldte Császár Herman rendtársuk megmentésére, akit a forradalmi hatóság halálra ítélt, mivel bántó és sértő megjegyzéseket tett Kossuthra. Poeltenberg tábornok segítségével megmentette rendtársát a kivégzéstől. Ezután felszólították Pestre a budai várat ostromló sereghez. Május 29-én Lukács Sándor kinevezte Győrben "egyházi főszónoknak", s rábízta az egyházmegyei ügyek vitelét.
Ezután visszatért Győrbe, ahol első intézkedése volt, hogy a Püspökvárból körlevelet intézett az egyházmegye papjaihoz, melyben az általános felkelésre és a végső ellenállásra szólította fel a papságot, és rajtuk keresztül a hívőket. Júniusban már Kálóczy Lajossal együtt kellett menekülniük a Püspökvárból először Kecskemétre, onnan Szegedre, majd Aradra. Aradon találkozott Lukács Sándorral, akivel a szabadságharc utolsó napjaiban Arad-Gyorok-Világos környékén bolyongtak. Hortobágyon, Lórépusztán húzták meg magukat. Innen tovább álltak és Rónay Hegyi Rudolf álnév alatt hol íródeákként, hol gyógyszerész-segédként bujdosott ismerőseinél. Ez idő alatt írta meg A lélektan természettani rendszere című munkáját. 
1850 tavaszán Nádudvaron volt gyógyszerész-segéd, de a csendőrök nyomára bukkantak és menekülni kényszerült; Miskolcon és Liptószentmiklóson át 1850. május 26-án lépte át a magyar határt, Johann Kaiser (szabómester) névre szóló útlevéllel. Először Boroszlóba innen pedig Hamburgba ment, ahol számos menekülttel találkozott, akik jegyzőjükké választották. Azonban Hamburgból is kiutasították, így hát Brüsszelen át Londonba utazott (július 10.).

### Emigrációban
Itteni élete angol nyelvtudás nélkül nehezen indult. A nyomortól a Pesti Napló akkori szerkesztője, Császár Ferenc mentette meg, aki felkérte, hogy írjon az újságba, névtelenül. Időközben az angol nyelv tanulásába fogott, ebben John Bird orvos volt segítségére. Az angol nyelvet beszélve tevékenykedni kezdtek a magyarok érdekében (addig is tartott beszédeket, de latinul).
Ezután folyamatosan publikált az angol lapokban. Széchenyi Blick című írását sajtó alá rendezte és kiadót is próbált találni. A Blick későbbi nyugatra juttatásában feltehetően Lady Staffordnak is szerepe volt. Rónay közbenjárásért arra kérte, hogy küldje el egyik írását. Rónay A tűzimádó bölcs az ősvilágok emlékeiről című írását választotta, amit Széchenyi Klián Györggyel adatott ki.
Emellett tankönyveket írt a Londonban megnyitott magyar katonaiskola számára (magyar nyelvtant angol nyelven, görög nyelvtant angol nyelven). Tanítványait latin, görög, német nyelvre, matematikára, történelemre, földrajzra, geológiára, természettudományokra és rajzolásra tanította. Diákjai között voltak Kossuth fiai, akiket latinra tanított 1859-ben, közben a családdal baráti viszonyba került.
Louis Lucien Bonapartét is tanította magyar nyelvre és számos magyar írást fordított számára angolra (Reguly Antal hagyományai I. A vogul föld és nép), de tanította a dúsgazdag angol grófnőt, Anne Mackenzie Staffordot is.
Az angol földrajzi társulat ülésein ismertette Magyar László afrikai utazásait és dr. Norton Schaw-val a londoni királyi geografiai társulat titkárának közbenjárásával az írás megjelent a Journal of the Royal Geografical Society című lapban (London, 1853).
Az emigráció évei alatt számos neves emberrel állt kapcsolatban. Magyarok közül Vukovics Sebő volt igazságügyi miniszterrel, Mednyánszky Sándor ezredessel, Kmety György tábornokkal, valamint az angol Guernsey szigetére is gyakran ellátogatott az ott önkéntes száműzetésben élő Victor Hugóhoz.
1860-ban az októberi diploma és az alkotmány visszaállítása után Székesfehérvár megválasztotta képviselőjének, Győr városa pedig bizottsági tagnak (Kossuthtal, Klapkával és Xántussal egyetemben), de ő ekkor még nem tért haza. Továbbra is írt cikkeket főleg politikai jellegűeket (Mészáros Lázár, Kemény Farkas, Beöthy Ödön, Karády Ignác, Mednyánszky Cézár, Tüköry Lajos, Batthyány Kázmér és Lukács Sándor); írásai a Magyar Sajtóban és a Győri Közlönyben jelentek meg. Emellett írt az angol Times-nak, és az Egressy Gábor által szerkesztett „Szinházi lapjában" is közöltek tőle írásokat („Kean Edmund, angol színész életrajzát"), a Pesti Naplóban a „török-angol diplomatiai levelezést", Kőrösi Csoma Sándor hátrahagyott irataiból egyes adatokat, és Kőrösi Csoma Sándor kelet-indiai sírjának "photographiai rajzát".
Szintén londoni tartózkodása alatt írta a Fajkeletkezésről című természettudományi munkáját, melyben az ember helyét és régiségét jelöli meg a természetben. A könyv a darwinizmus ismertetése. 1865-ben tagja lett a londoni antropológiai társulatnak.
Közben Kruesz Krizosztom, a pannonhalmi főapát – Simor János győri megyés püspök segédletével – több kísérlet után kijárta számára a hazatérés engedélyezését. Rónay maga sosem kért kegyelmet: miért tenné, hiszen bűnt nem követett el – mondta. Londonból azonban azonnal nem távozhatott, hiszen tanítványai felé kötelezettségei voltak, ezért megvárta a félév végét.

### Újra Magyarországon

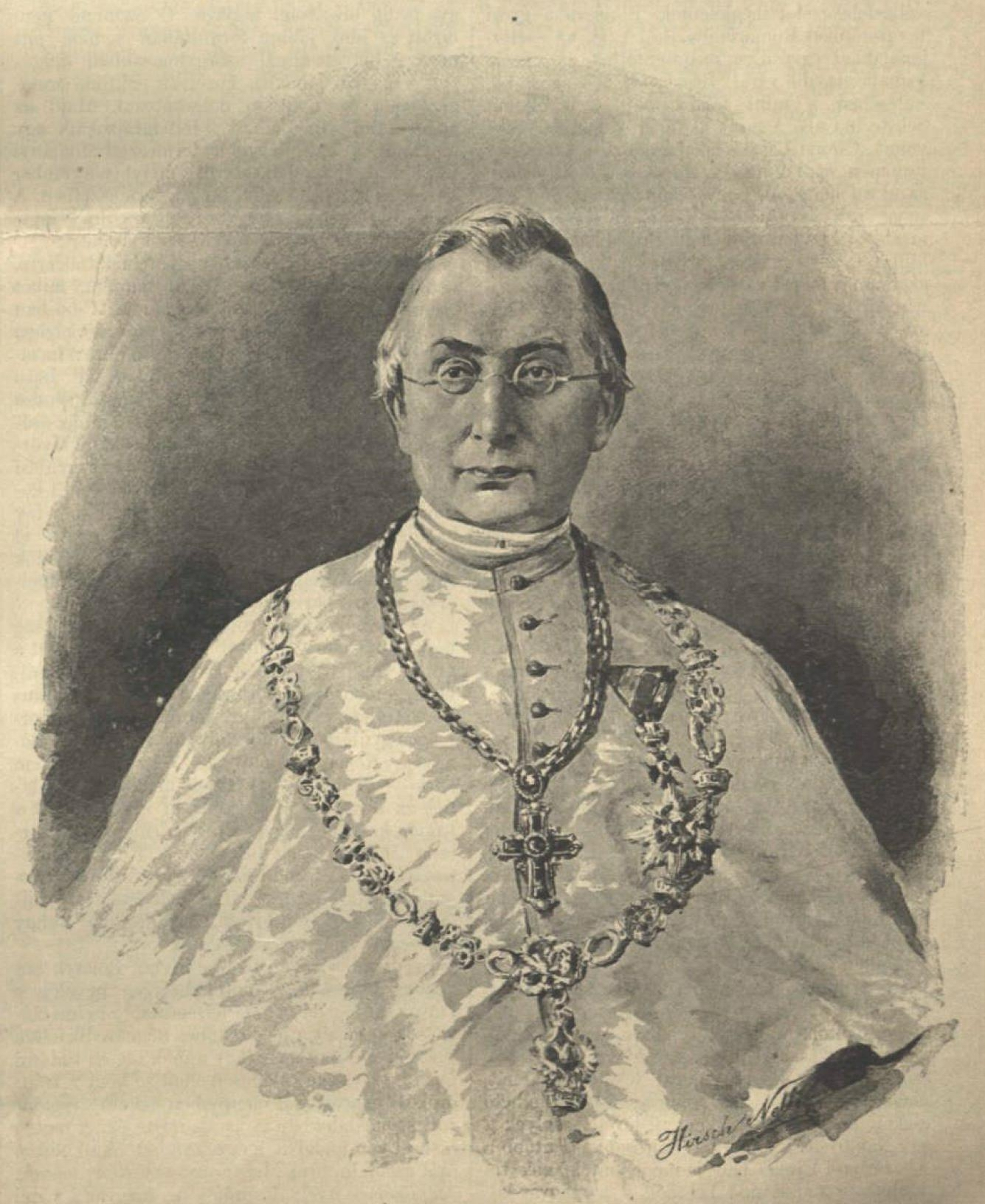
Rónay Jácint, címzetes püspök

1866. szeptember 17-én búcsúzott el Londontól és szeptember 26-án újra rendtársainak körében volt Pannonhalmán. Miután haza jött, a Nemzeti Színház drámabíráló bizottsági tagja lett, 1867. január 12-én az országgyűlési mandátumáról lemondott Kálóczy Lajos helyére megválasztották országgyűlési képviselőnek Győr vármegye, péri választó kerületében. 
1867-ben az MTA jegyzőjévé és rendes tagjává választotta, székfoglaló beszéde "Az ősemberek haladásáról" címet viselte. Az MTA ezután II. osztály titkárjának választotta. Szintén 1867-ben az angol Kent-barlangról értekezett a magyar orvosok és természetvizsgálók rimaszombati nagy közgyűlésén. Az 1868-as egri közgyűlésen pedig az eljegesedésről tartott előadást. Geológiai előadásokat tartott még Vachottné intézetében, egy télen át hetenként egyszer, Kovács Sebestyén Endre házánál, Székesfehérvárott a Vörösmarty-körben és az Akadémia 1871. évi nagygyűlésén. 
1867–1871-ig az akadémia Értesítőjének szerkesztője volt. 1867-ben részt vett a Magyar Történelmi Társulat megszervezésében.

### A királyi gyermekek nevelője
Az országgyűlésen mint a tanügyi bizottság tagja működött, egyúttal 1871-ben a Vallás- és Közoktatási Minisztérium osztálytanácsosa. 1871. június 3-án az országgyűlés Rónayt ajánlotta Rudolf trónörökös tanárának. Az ajánlás Andrássy Gyulának volt köszönhető, aki Erzsébet királynénál javasolta Rónayt a tanári posztra. Erzsébet harcolta ki alkalmazást az udvarnál; alkalmazása azért volt problémás a mélyen hívő udvarnál, mert bencés szerzetes létére a darwinizmust hirdette. Rudolf nevelése miatt mondott le országgyűlési képviselőségéről. 
Szeptember végén Budán találkozott Rudolf nevelőjével, Latourral, aki közölte vele a személyére és tanítására vonatkozó feltételeket: magyar és saját szemléletének megfelelően oktassa a trón örökösét. Rudolf és Rónay október 20-án találkozott először, egy ebéd során. Rónay hetenként 3 órát adott főhercegi tanítványának, összesen 127 előadást. Rudolf 1872. december 23-án Budán tett kiváló előmeneteléről bizonyságot Horváth Mihály és Toldy Ferenc jelenlétében. Munkája elismeréséül megkapta a Szent-István-rend lovagkeresztjét (1876).
1871-ben kilépett a Benedek-rendből, 1872-től világi pap, pozsonyi nagyprépost, 1873 nyarától címzetes szkodári püspök, amely által a főrendi háznak is tagja lett. Igazi püspöki széket a darwinizmus hirdetése miatt nem kaphatott.
1875. február 5-én az udvartól (Erzsébet királyné kívánságára) hivatalos kinevezést kapott, melyben Mária Valéria főhercegnő nevelése és oktatása vezetésével bízatott meg, szintén teljes egészében magyar nyelven. 1883-ig volt Mária Valéria nevelője, ezalatt megírta emlékiratait, melynek első öt – 1873-ig terjedő – kötetét tíz példányban ki is nyomtattatta, azokból egy példányt a királynak, egyet a királynénak, egyet a trónörökösnek, egyet Mária Valériának, egyet József Főhercegnek, egyet pedig Simor János prímásnak adott (a többit halála után rendelte kiosztani: MTA, Nemzeti Múzeum, Pannonhalmi főapátság). A többi négy kötet kéziratban maradt, a királyi családnál eltöltött idő bizalmas jellege miatt.
Mária Valéria bérmálója is ő volt, a schönbrunni kastély kápolnájában, 1882. január 14-én. Rónay látta el 1876. január 26-án a haldokló Deák Ferencet az utolsó kenettel és le is írta a jelenetet. Szintén Ő kísérte Mária Valériát a Haza bölcsének ravatalához. Mária Valéria nevelése alól 1883. május 29-én mentették fel. Munkájáért újabb elismerésben részesült, a vaskoronarend nagykeresztjét kapta.

### Utolsó évei
Nyugdíjas éveit Pozsonyban, a préposti palotában töltötte, öccse (Rónay Domokos őrnagy) és nővérei gondos ápolása mellett. A főrendiház 50 örökös tagja közé választották. Erzsébet királyné és Mária Valéria gyakran tett nála látogatást. Az egyik ilyen látogatás 1886. április 27-én ment végbe a nyilvánosság teljes kizárásával, Mária Valéria ez alkalomból egy ezüst domborműves arcképével ajándékozta meg Rónayt; volt tanítványaival állandó levelezésben állt. 
Halála előtt betegeskedett és nem sokkal korábbi tanítványának, Rudolfnak 1889 januárjában bekövetkezett halála után, mestere is távozott az élők sorából április 17-én. Végrendeletében testévereit tette meg főörököseinek, háziorvosának, dr. Pávaynak hagyta kedvenc óráját, a beszentelést végző papnak házi oltára ezüst feszületét, a végrendelet végrehajtásával megbízott káptalani tagnak kis kereszteket, a székesfehérvári Sebestyén templomnak – hol legelőször áldozott – misemondó ruhákat, a Pannonhalmi főapátságnak tizennyolc festményt. 
Könyvtára tudományos munkáit a prépostságra hagyta, a szépirodalmiakat a pozsonyi Toldy-körnek (2036 kötet). Naplóját, kéziratait, leveleit és összegyűjtött hírlapi cikkeit a pannonhalmi apátság őrizetére bízta. A királyi család táviratban fejezte ki részvétét Rónay testvéreinek, ahogy hírt szereztek Rónay haláláról. Végső nyugalomra április 19-én helyezték.
Halála után Pór Antal mondott felette emlékbeszédet a Magyar Tudományos Akadémián, 1891. június 22-én. Mellszobra és portréja a Pannonhalmi Apátsági Gyűjteményben található. Arcképe: kőnyomat, rajzolta Marastoni J., nyomtatta Horn és Beck (Hajnal-Albumban, Budapest, 1873). Győrben utca viseli nevét.

### Főbb művei
- Mutatvány a tapasztalati lélektan köréből (Győr, 1846)
- Jellemisme – Vagy az angol, francia, magyar, német, olasz, orosz, spanyol nemzet nő, férfiú és életkorok jellemzése lélektani szempontból (Győr, 1847)
- Erzsébet királyné udvarában. Sajtó alá rend.: Borovi Dániel – Vér Eszter Virág. Erdélyi Szalon, Szentendre, 2022.
- Fajkeletkezés – Az embernek neme a természetben és régisége (Pozsony, 1854, Pest, 1864)
- A tűzimádó bölcs és ősvilágok emlékeiről (61 kőrajzzal, Pest, 1860)
- Jellemrajzok az angol színvilágból. Kean Edmund, Macready Vilmos, Kean Károly; szerzői, Pest, 1865
- Az ősemberek haladása. (Pest, 1868)[6]
- Napló-töredék – Hatvan év reményei és csalódásai[7]
- Napló. Válogatás; sajtó alá rend., utószó Hölvényi György, szerk. Zombori István, előszó Katona Tamás; METEM, Bp., 1996 (METEM-könyvek)
- Nemzetkarakterológiák. Rónay Jácint, Hugo Münsterberg és Kurt Lewin írásai; szerk. Hunyady György, első tan. nyelvi átírása Terbe Erika, Oszkó Bea, második, harmadik tan. ford. Berkics Mihály; Osiris, Bp., 2001 (Osiris könyvtár. A szociálpszichológia klasszikusai)
- Erzsébet királyné udvarában, 1871–1883; sajtó alá rend. Vér Eszter Virág, Borovi Dániel, jegyz., utószó Borovi Dániel, ford. Nyizsnyánszki Ferenc, Karaffa András, Steiner László; Erdélyi Szalon, Szentendre, 2022

## Egyéb írásai

### Kéziratban
- A bölcsészet történelme
- A magyar menekültekre vonatkozó jegyzetek 18 évi számkivetésemből
- A természettani lélektan rendszere
- Az élet története, lélektani mű négy kötetben, Elementa linguae Graecae. London, 1865
- Magyar nyelvtan angol nyelven, Katonai mér-, sáncz-, út- és hídtan
- Shakespeare életrajza; angol felolvasása: Értekezés a magyar nyelv rokonságáról az altai nyelvcsoportozattal; tartotta a nothimghami Britisch Association 1866. évi nagygyűlésen
- Levelei Aranyhoz, Pest, 1869. júl. 31., Székesfehérvár 1869. aug. 10. (MTA levéltárában)

### Folyóiratokban megjelent válogatott írásai
- Tudománytár (1884. Indulat, ösztön, szenvedély)
- Hazánk (Győr, 1846. I. Koponya- és arcisme, Milyen a magyar? 1847. II. Milyen a nő, A nőnem lélektani jellemzése)
- Társalkodó (1848. 20., 21. szám, A koponyaisme); Az emberi agyról és befolyásáról a szellemi életre (Társalkodó, 1848. május 20)
- Pesti Napló (1850-51. Londoni levelek, 66 közlés, 1851. A török birodalomba menekült magyarokra vonatkozó hivatalos diplomaciai levelezés, a Bluebook után angolból és francziából fordított 142 közlés, 1861. 77., 108., 137., 146. szám Naplótöredék: Budapest, Világos, Pozsony, Konstantinápoly, Southamton, Páris, London, Melbourne, Genua 1848-1859., 1864. Ernst és Joachim, Vámbéry Ármin Londonban, 1887. 137. sz. Mária Valéria neveltetése, átvette a Budapesti Hirlap és Egyetértés)
- Magyar Sajtó (1856. Az idegen földre száműzött magyarok, Naplótöredékek I-XVII., Dr. Livingstone és Magyar László, 1858. Utazás Éjszak-Angliában, 1860. Az idegen földön meghalt számkivetetett magyarok, 77., 108., 137., 146. szám Naplótöredék 1848-57., 233. stb. sz. A földtannak újabb haladása, A Britisch Museumban őrzött Corvinus-codex ismertetése, Sheridan Knowles élete és halála. Londoni levelek, 14 levél, 1862. 127. stb. sz. Fajkeltezés)
- Hölgyfutár (1861. 12. sz. Kemény Farkas sírja, 14. Naplótöredék; Kars 1855- Palermo 1860., 59., 80. sz. Budapest 1849- Páris 1856)
- Hon (1863. 150-159. szám Az ember régisége)
- Budapesti Szemle (1863. könyvism.)
- Győri Közlöny (1862. 30. Levele, 1863. A Nil forrásának felfedezése, 1864. Garibaldi Londonban, Shakespeare háromszázados ünnepélye, Magyarország történelmére vonatkozó régi angol nyomtatványok Londonban, Dahomey királya és amazonjai, Vízpróba Angliában)
- Hazánk és a Külföld (1865. Az emberfajok kihalása, Az ősember, Csontbarlangok, Az eyziesi barlang, A vezere-völgyi őstanyák, 1871. Politikai beszélyek)
- Uj Korszak (1865. Irodalmi siker)
- Fővárosi Lapok (1868. 143. Perczel Irma emlékezete, 1892. 99. szám. Rónay levele Ráthoz. Pozsony, 1887. máj. 25. irodalmi hagyatékáról)
- Reform (1870. 107. és követk., 1871. 4., 10. sz. Shakespeare
- Honvédmenház Könyve (1870. Az első magyar katonai tanoda)
- Akadémiai Értesítő (1870-től, Az akadémia rendeltetése, négy évf.)
- Magyar tudományos Akadémia Évkönyve (XIII. 1871. A szerves élet haladása s a fajok kihalása)
- Nemzet (1884. 140., 337. sz. 1849. emlékek Görgeyről, 1887. 267. Deák Ferencz az élet véghatárán, a Vasárnapi Ujságban is)
- Irodalomtörténeti Közlemények (1898. Levele Döbrenteyhez, Győr, 1846. jún. 27.)

## Felhasznált irodalom
- Magyar életrajzi lexikon I–IV. Főszerk. Kenyeres Ágnes. Budapest: Akadémiai.  1967–1994.
- A Pallas nagy lexikona. Szerk. Bokor József. Budapest: Arcanum – FolioNET. 1998.  ISBN 963 85923 2 X

- Szinnyei József: Magyar írók élete és munkái I–XIV. Budapest: Hornyánszky. 1891–1914.
- Vasárnapi Ujság, 1889/16-17, 1862/4
- Brigitte Hamann: Rudolf trónörökös, 2008
- Borovi Dániel: Egy 48-as forradalmár Ferenc József udvarában: Rónay Jácint emlékiratai. MÚLT-KOR: NEGYEDÉVES TÖRTÉNELMI MAGAZIN 2023/1 sz. pp. 10-15.
- Pallagi Mária: Erzsébet királyné lánya, Mária Valéria főhercegnő és Rónay Jácint I. Honismeret 49. évf. 1. sz. (2021. február) 45-50.
- Pallagi Mária: Erzsébet királyné lánya, Mária Valéria főhercegnő és Rónay Jácint II. Honismeret 49. évf. 2. sz. (2021. április) 65-69.
- RÓNAY JÁCINT FELJEGYZÉSEI BROCKY KÁROLYRÓL